# Державний театр кіноактора
Державний театр кіноактора організований у місті Москва в грудні 1943 року. За 65 років існування театру на його сцені грали більше 700 артистів. У складі трупи театру служать такі артисти, як Інна Макарова, Олег Стриженов, народні артисти Росії Тетяна Самойлова, Ірина Скобцева, Наталія Фатєєва, Тамара Сьоміна, Геннадій Юхтін, Павло Винник, а також молоді артисти Катерина Вуличенко, Марія Гузєєва, Олександр Пашков, Дарина Сагалова, Євген Жариков та інші. У репертуарі театру близько 20 спектаклів.
У театрі працювали радянські режисери театру і кіно Борис Бабочкін, Сергій Герасимов, Михайло Ромм, Ераст Гарін, Олексій Дикий. У 1992 році колектив очолив Олег Михайлович Бутахін.

## Історія
Будинок побудований в 1931 році, архітектори В. О. Веснін та О. О. Веснін.

## Трупа
- Арінбасарова Наталя Утевлевна
- Берідзе Вахтанг Іраклійович
- Большакова Олександра Володимирівна
- Бондарчук-Скобцева Ірина Костянтинівна
- Борунова Поліна Валеріївна
- Винник Павло Борисович
- Волкова Катерина Валеріївна
- Вуличенко Катерина Володимирівна
- Виходцева Інна Миколаївна
- Газієв Шавкат Таіровіч
- Гаркаві Юрій Андрійович
- Голованова Тетяна Володимирівна
- Горшкова Софія Борисовна
- Гузєєва Марія Дмитрівна
- Гуніна Віктор Олексійович
- Гурзо Наталя Сергіївна
- Даніліна Лариса Михайлівна
- Єфремова Ірина Вікторівна
- Журавльов Анатолій Анатолійович
- Зайцева Людмила Василівна
- Ісаков Олександр Миколайович
- Козелко Володимир Сергійович
- Коханчікова Ксенія Володимирівна
- Кузнецова Галина Іванівна
- Куркіна Раїса Семенівна
- Лужина Лариса Анатоліївна
- Лисенко Ольга Георгіївна
- Макарова Інна Володимирівна
- Мартинов Юрій Федорович
- Мещерякова Алла Дмитрівна
- Мішин Олексій Миколайович
- Муратова Олена Петрівна
- Нільська Людмила Валеріанівна
- Пашков Олександр Вікторович
- Пашкова Анжеліка Сергіївна
- Прізнякова Аліса Вікторівна
- Пятков Олександр Олександрович
- Разорьонова Тамара Володимирівна
- Савельєва Людмила Михайлівна
- Сагалова Дарина Дмитрівна
- Самойлова Тетяна Євгенівна
- Сьоміна (Прокоф'єва) Тамара Петрівна
- Стриженов Гліб Олександрович
- Стриженов Олег Олександрович
- Стриженова Ліонелла Іванівна
- Ташкова Тетяна Олександрівна
- Теличкина Валентина Іванівна
- Удалов Леонід Юрійович
- Фатєєва Наталя Миколаївна
- Юрченко Ірина Володимирівна
- Юхтін Геннадій Гаврилович
- Яббаров Анатолій Ахмедович